# Rhododendron albrechtii
Espèce
Classification phylogénétique
Rhododendron albrechtii est une espèce de plantes à fleurs de la famille des Ericaceae, originaire du Japon.

## Dénomination
L'arbuste Rhododendron albrechtii a été présenté pour la première fois en Europe par Michael Albrecht, un médecin en poste au consulat de Russie à Hakodate (Hokkaidō) durant les années 1860. Il a été décrit par le botaniste Carl Maximowicz en 1870.

## Distribution
Dans la nature, Rhododendron albrechtii occupe les étages montagnard et subalpin (entre 700 et 2 000 m d'altitude), du centre de l'île de Honshū jusqu'à Hokkaidō, île septentrionale de l'archipel japonais.

## Synonymie
- Azalea albrechtii (Maxim.) Kuntze
- Rhododendron albrechtii f. albiflorum T. Yamazaki
- Rhododendron albrechtii f. canescens Sugimoto

## Nom vernaculaire
- Murasaki yashio tsutsuji, Japon[2]